# 真冬の帰り道 (ザ・ランチャーズの曲)
「真冬の帰り道」（まふゆのかえりみち）は、1967年11月25日にシングルが発売されたザ・ランチャーズの楽曲である。

## 解説
- ザ・ランチャーズが加山雄三から独立してリリースしたデビューシングル。
- 作詞は水島哲、作曲は喜多嶋修によるもの。気品溢れるバロック調サウンドとシンプルなメロディーが売りで、オリコンチャート23位にランクインするスマッシュヒットとなった。北欧を想起させる曲である。
- B面の「北国のチャペル」も、A面曲と同じくバロック調の曲である。

## 収録曲
- 両楽曲共に、作詞：水島哲／作曲・編曲：喜多嶋修

1. 真冬の帰り道（2分35秒）
2. 北国のチャペル（2分27秒）

## カバー
- ジャッキー吉川とブルーコメッツ - アルバム『G.S.R.』（1971年）に収録。若干のアレンジあり。
- スイートポテト（はた金次郎とくり万太郎によるユニット） - 1979年2月にシングル盤として発売。「夜のドラマハウス」でも、この曲をモチーフにしたラジオドラマが作られた。
- 伊丹幸雄 - 1981年にシングル盤として発売。「オレたちひょうきん族」への出演で久しぶりに注目を集めた頃の、いわば“再デビュー曲”。
- ザ・マイクハナサーズ - メドレー曲「ブルー・シャトウを君だけに」（1989年発売のシングル『二人でカンパイ!』に収録）の1曲として歌唱。
- オレンジ・ペコ - 近田春夫&ハルヲフォンのアルバム『リメンバー・グループ・サウンズ』（2008年）に収録。
- キャンディーズ - 第2回「10,000人カーニバル」（1976年）でカバー。当時のアナログ盤や初CD-DA化（CD選書）の『蔵前国技館10,000人カーニバルVol.2 キャンディーズ・ライブ』には収録されていなかったが、CD選書化された1998年にリリースされたCD-BOX『CANDIES HISTORY 〜Best Selection Box 1973-1978〜』に未発表の音源として発見され、収録された。その10年後にリリースされたCD-BOX『キャンディーズ・タイムカプセル』に収納された前述の『10,000人カーニバルVol.2』の紙ジャケット復刻盤にもボーナス・トラックとして収められた。
- SMI - 忌野清志郎、坂本冬美、三宅伸治によるユニット。ライヴ・ビデオ「ロックの生まれた日」（1990年）収録。
- 吉幾三 - アルバム『あの頃の青春を詩う vol.4 グループサウンズ編』（2019年）に収録[1]。